# Micrutalis flava
Micrutalis flava är en insektsart som beskrevs av Goding. Micrutalis flava ingår i släktet Micrutalis och familjen hornstritar. Inga underarter finns listade i Catalogue of Life.